# Bisignano
Bisignano (Bsgnèn in dialetto locale) è un comune italiano di 9 414 abitanti della provincia di Cosenza in Calabria.

## Geografia fisica
È posta a 350 metri sul livello del mare sulle ultime propaggini collinose della Sila greca, a dominio della valle del Crati. sede vescovile dall'VIII secolo, vanta i ruderi di un castello bizantino-normanno e la cattedrale, risalente al XIII secolo ma quasi interamente rifatta.
Nicola Leoni, nel libro Dalla Magna Grecia e delle Tre Calabrie del 1845 descrive Bisignano così: «La città ha belli edifici, più parrocchie, un seminario, più monasteri, un monte di pietà. Educa un popolo di 4450 individui civili industriosi. È celebrata per le bellissime razze di cavalli. Si allontana da Cosenza a 20 miglia. La famiglia Sanseverino vi ebbe signoria. Ampio fertilissimo n'è il territorio che si distende in vallate, in aprici colli deliziosi, piantati di ulivi, di viti, di gelsi, e di tutta la numerosa famiglia dell'ubertose piante, irrigato da limpidissimi rivi. La Cattedrale col titolo dell'Assunta è di bell'architettura.»

## Storia

### Origini
Non si conoscono con esattezza quali furono gli albori della città; alcuni storici antichi, e tra questi il Barrio, raccontano che il fondatore fu un tale Bescio, il quale condusse Aschenez, pronipote di Noè, fino in Calabria, dandole il nome di Bescia, che i Greci e i Romani cambiarono in Besidia. Altri storici, invece, fanno risalire le origini agli Ausoni. Certamente nel IV secolo a.C. Bisignano era una delle principali città della Confederatio Bruttiorum (vedi Bruzi).
I numerosi ritrovamenti testimoniano comunque le antichissime e importanti origini della Città, in periodi storici che risalgono al XV e XIV secolo a.C. I siti archeologici di Bisignano nelle località di Mastro D'Alfio e di Comò custodiscono, sepolte, le vestigia della Bruzia Besidiae. In particolare, nella zona di Mastro D'Alfio, affiora, dal cumulo di terra che lo ricopre, un forno di età greca a due bocche e nella medesima zona furono ritrovate le grandi giare del IV secolo a.C. custodite nel Museo della Sibaritide. Notizie della città sono già note intorno al 205 a.C., quando alleata di Annibale, nella battaglia di Campovile, sconfisse i Romani.

### Sede vescovile
Per carenza di documentazione sono altrettanto ignote sono le origini di Bisignano sede vescovile. Secondo l'arcidiocesi Cosenza-Bisignano, è attendibile l'ipotesi che stabilisce che la diocesi di Bisignano sia stata istituita a cavallo dei secoli VII e VIII, subentrando a quella di Thurii, di cui noi si hanno più notizie dal 680. Il primo vescovo che risulta da un documento ufficiale del 743 è Auderamus, il quale partecipa al sinodo convocato a Roma da papa Zaccaria nel 745. 
Niceforo II Foca, imperatore bizantino, nel 963 riconquisto la Calabria scacciando i Longobardi dalla valle del Crati imponendo il rito Bizantino anche alla Diocesi di Bisignano. Ma già nel 983, papa Benedetto VII la assegna alla metropolia di Salerno, come risulta dalle bolle papali del 986 e del 1058. La posizione però è contraddittoria fino all'XI secolo in quanto per le fonti greche Bisignano dipende da Reggio Calabria, mentre per quelle latine da Salerno. Secondo l'arcidiocesi di Cosenza-Bisignano, Bisignano era il confine tra il dominio longobardo e quello bizantino e quindi, molto probabilmente, non era soggetta a nessuna di esse.
Dopo il concordato di Melfi, periodo normanno, la diocesi di Bisignano è ricordata nel Liber Censum della Chiesa di Roma come "Domini Papae", ovvero era soggetta direttamente alla Sede Apostolica. Notizie più precise circa i confini e i possedimenti della Diocesi si hanno dal momento in cui fu redatta, da parte del vescovo Ruffino, la Platea, dalla lettura della quale emerge la presenza in Bisignano di monasteri Basiliani e latini, chiese parrocchiali, rurali e luoghi culturali, menzionati successivamente in numerosi documenti ecclesiastici i quali dimostrano un'intensa e continua vita religiosa. Nel 1806 furono espropriate le terre ecclesiastiche in Bisignano e nel 1809 furono soppressi i Monasteri dei Domenicani, dei Cappuccini, dei Conventuali, dei Paolotti, dei Riformati e il Terz'Ordine dei Santa Maria delle Grazie.
Nel 1818 la Diocesi di Bisignano è stata unita a quella di San Marco Argentano e nel 1979 è stata definitivamente unita all'arcidiocesi di Cosenza.

### Dominazione longobarda
Durante la dominazione longobarda (568‑774), venne nominato Anderamo vescovo di Bisignano.

### Dominazione bizantina
Il cronista Colaniello Pacca annota che nel 1026 Bisignano fu assediata, presa, profanata e saccheggiata dai Saraceni che venivano dalla vicina Sicilia.

### Dominazione normanna
La città era Comune nel 1061 guidata "dai consigli" di Pietro De Turra (fatto prigioniero da Roberto Guiscardo per ottenere la resa della città).
Nel 1056 Bisignano, Cosenza e quasi tutta la Calabria Citra furono costrette a pagare un tributo e prestare servigio ai Normanni grazie ad un'astuzia di Roberto D'Altavilla, detto, dopo questo episodio, il Guiscardo. Sotto le mura di Bisignano Roberto D'Altavilla chiama a colloquio Pietro Turra, ricchissimo signore di quella città, per risolvere alcune questioni sorte tra i Bisignanesi e i Normanni che vivevano nella vicina San Marco. Mentre i due signori discorrevano sotto gli occhi dei Bisignanesi da un lato e i Normanni dall'altro, Roberto, con un movimento repentino, afferra Pietro, di forme smisurate, a metà del corpo e se lo mette in spalla correndo verso i suoi uomini. I Bisignanesi, colti di sorpresa corrono verso Roberto D'Altavilla per liberare Pietro Turra arrivando ad azzuffarsi con i Normanni, e mentre questi si azzuffano, Pietro invano si sforza, con i piedi e con le mani, di divincolarsi. Roberto lo attanaglia sempre più, ora rotolandosi sul terreno, ora spingendolo alla meglio, ora trascinandolo, riesce a farlo prigioniero. Pietro Turra ottenne la libertà solo dopo aver pagato un riscatto di 20.000 scudi.

### Dal Medioevo al XX secolo
Bisignano fu dominio dei Normanni e nel 1400 feudo dei Ruffo di Catanzaro.
Nel 1461 con Luca Sanseverino, figlio di Antonio Duca di San Marco, ha inizio la dinastia dei Principi di Bisignano e la città diviene capoluogo del principato fino ai primi del XIX secolo oltre che protagonista delle alterne vicende legate alla fortuna militare e politica del casato dei Sanseverino.
Nel 1508 furono gli Aloise a regnare su Bisignano dopo una battaglia contro i Sanseverino e proprio quest'ultimi vennero spodestati sia da San Marco che da Bisignano; il regno degli Aloise durò 21 anni, a capo del regno ci fu Francesco Aloise, nel 1529 i Sanseverino si ripresero Bisignano e San Marco, gli Aloise riuscirono a fuggire e si recarono verso Catanzaro.
La città di Bisignano fu governata da una florida aristocrazia facente parte di un Seggio o Sedile chiuso, cioè del quale si poteva entrare a fa parte solo con il consenso unanime di tutti gli altri componenti del Seggio stesso. Tale Seggio era preesistente all'infeudamento alla Famiglia Sanseverino, poiché risalente al 4 gennaio 1339, con privilegio di Re Roberto d'Angiò confermato da Giovanna I e da Ladislao. Nell'atto di ricostituzione dei capitoli del Seggio del 2 aprile 1645 per Notaio Giovan Tommaso Oliverio (n. 215, Vol. 13, fol. 10, conservato presso l'Archivio di Stato di Cosenza) sono presenti i rappresentanti delle seguenti famiglie, alcune ancora esistenti: Acervo, Alitto, Aloise (o Loise), Caro Caruso, Catapani, Cosentini, Fasanella, Fede, Ferraro, Gaeta, Gioppa, Granata, Herrico, Laymo, Loe, Longo, Luzzi, Maldotto (o Maddotti), Pisa, Rende, Ripulo, Rodà, Rosa, Rossi, Russo, Solima, Trentacapilli, Valle, Ventre, Zazzo. Con atto del 27 aprile 1672 per Notar Muzio Verderame (n. 254, Vol. 8, fol. 7, presso l'Archivio di Stato di Cosenza), si aggiunsero le famiglie Rogliano e Boscarelli. Infine, con atto del 14 gennaio 1721 per Notar Marzio Castagnaro (n. 107, presso l'Archivio di stato di Cosenza) venne ammessa al Sedile di Nobiltà la famiglia Gallo. Il Governo da parte del Seggio dei Nobili cessò con la legge napoleonica di eversione della feudalità, il 2 agosto 1806. Delle predette famiglie risultano tuttora sicuramente esistenti le seguenti: Loise, Fasanella e di Fasanella d'Amore, Rende (anche detta Rende Altomonte) e Rende Granata, Solima, Trentacapilli, Boscarelli.
I rovinosi terremoti ed in particolare quello del 1887 portarono alla distruzione di gran parte del cospicuo patrimonio monumentale della città. La diocesi di Bisignano vanta tradizioni storiche millenarie: fu eretta probabilmente tra il VII e l'VIII secolo. Nel X secolo apparteneva alla provincia ecclesiastica dell'arcidiocesi di Reggio Calabria e adottava il rito bizantino. Nel XIII secolo la diocesi, ben definita nei suoi confini, vantava una numerosa presenza di chiese e conventi. Nel 1818 la diocesi fu unita a quella di San Marco Argentano, mentre dal 1979 è stata unita a quella di Cosenza. Il patrimonio artistico e culturale di Bisignano è particolarmente interessante ed è concentrato nel centro storico, tra i quartieri di: Piazza, Piano, Giudecca, San Simone, Santa Croce, San Zaccaria, San Pietro e Cittadella.

#### Invasione delle Locuste[10]
A margine di un registro notarile, tenuto dal Notaio Pietro Paolo Mazzei, c'è scritto che il 12 luglio 1595 giunsero a Bisignano una gran quantità di locuste, le quali rovinarono, per diversi giorni, tutti gli orti e i campi coltivati, nonché i querceti, creando un notevole danno all'economia locale.
Il popolo, per risolvere il problema sopraggiunto si rovolse ai santi portando in processione per il paese, dapprima il Santissimo Sacramento, quindi la statua della Santissima Maria Addolorata. Dopo otto giorni dalle processioni, scrive il Notaio, le locuste scomparvero da Bisignano.

#### Alluvione[10]
Lo stesso Notaio Pietro Paolo Mazzei, racconta, sullo stesso registro notarile, che «da domenica 3 settembre 1595, fino al giorno successivo, su Bisignano si è abbattuta una pioggia intensa e ininterrotta che provocò frane e seri danni, oltre alla morte di una persona. Il Fiume Moccone (Mucone) straripò portando alberi e carcasse di animali dalla Sila.»

### Simboli

Gonfalone della Città di Bisignano

Lo stemma e il gonfalone di Bisignano sono stati concessi con decreto del presidente della Repubblica del 6 febbraio 1978.
Gaetano Gallo, nel suo libro intitolato Bisignano, arte storia folklore dice che lo stemma di Bisignano rappresenta un cavallo bianco sfrenato che esce da due monti, alzando le zampe anteriori in atto di saltare sopra un campo azzurro. Aggiunge inoltre che in un disegno pubblicato da "Ughellus Fernadus", nel 1644, non vi fosse l'albero che appare, per la prima volta nella stampa che Giovan Battista Pacichelli pubblicò nel suo libro Regno di Napoli in prospettiva.
Spiega, Gaetano Gallo, che il cavallo in esame, a prima vista, sembrerebbe alludere al pregiatissimo allevamento di tali animali durante l'epoca Aragonese, ma il carattere del cavallo, sfrenato, ovvero galoppante senza guida, allude a ben altro. Bisignano nel 1020, come Amalfi e Gaeta fu proclamata Città godendo così di una piena libertà civile, reggendosi a libero municipio con forma repubblicana, mentre intorno a lei la terra veniva contesa fra i longobardi e i normanni. Il significato di libertà è confermato dai due monti che il cavallo sforza e travolge impetuosamente. Il Gallo precisa che non bisogna tener conto dell'albero, in quanto è stato aggiunto successivamente. Riguardo ai colori: il verde nasconde due significati, il primo esprime speranza, promesse future, mentre il secondo completa il significato di libertà espresso dal cavallo che galoppa senza guida in una prateria. Il bianco del cavallo indica il comando, mentre l'azzurro esprime lustro, splendore e regalità.
Il gonfalone è un drappo partito di bianco e di azzurro.

## Monumenti e luoghi d'interesse
Nella città di Bisignano sono presenti più di 15 Chiese: la chiesa concattedrale, il santuario di Sant'Umile, la chiesa di San Domenico, la chiesa di San Francesco, la chiesa dell'Immacolata, la chiesa di Santa Maria del Popolo, la chiesa di Santo Stefano, la chiesa dei Cappuccini, la chiesa di Santa Maria di Costantinopoli, la chiesa di San Pietro, la chiesa di Santa Maria de Justitieris, la chiesa di Sant'Andrea, la chiesa di San Bartolomeo, la chiesa della Pietà detta della Conicella, nonché una seconda omonima chiesa dedicata alla pietà e una recente chiesa dedicata a san Tommaso apostolo.

### Santuario di Sant'Umile
Il santuario di Sant'Umile, conosciuto come “Convento la Riforma”, è stato fondato dal beato Pietro Cathin, inviato da san Francesco d’Assisi. Nella metà del 1400 vi dimorarono i Minori Osservanti che lasciarono il posto, verso la fine del 1500, ai Minori Riformati (Ordine francescano). Il portale, che risale al XV secolo è sormontato dallo stemma dei Principi Sanseverino e dal monogramma cristologico di san Bernardino da Siena, conduce nella navata centrale la quale culmina nell'abside, su cui è posta la scultura lignea di Gesù Crocefisso, opera di frate Umile da Petralia e risalente al 1637 (anno della morte di sant'Umile). All'interno del convento si trova una scultura marmorea raffigurante la Madonna delle Grazie, attribuita alla scuola di Antonello Gagini (1537), e un dipinto su tela raffigurante il Martirio di san Daniele Fasanella a Ceuta, opera di un ignoto pittore napoletano della scuola di Luca Giordano. Naturalmente è possibile visitare la cella di sant'Umile da Bisignano, che oltre a custodire varie reliquie del santo, conserva un dipinto del XVIII secolo, a lui dedicato.
La cappella dedicata a sant'Umile risale all'anno della sua beatificazione, 1882, anno cui è databile anche la prima statua lignea del santo. Dalla chiesa si accede al chiostro duecentesco. Su una colonnina vi è incisa la data di fondazione del convento (1222).

### Duomo
La “Cattedrale” è intitolata a Santa Maria Assunta presenta forme architettoniche tipiche del periodo normanno. I molti terremoti hanno danneggiato la cattedrale che, prima dei rifacimenti, presentava una facciata con tre porte che immettevano nelle navate interne, sullo stesso stile della cattedrale di Cosenza.
L'interno è in tre navate terminanti con tre absidi. La navata centrale presenta decorazioni a tempera raffiguranti scene della vita della Madonna e di Cristo, eseguiti negli anni ‘30 dal pittore Emilio Iuso da Rose. Sull'abside centrale, originariamente affrescata con scene dell'Assunzione di Maria, è stato aggiunto, durante l'episcopato di monsignor Rinaldi (1956 - 1977), un mosaico raffigurante l'Immacolata Concezione.

#### La biblioteca
Fu costruita dal vescovo Bonaventura Sculco nel 1765, in cui fece confluire parte del patrimonio librario di famiglia, ammontante a circa 2.000 volumi. A ricordo della sua fondazione, fu posta una lapide realizzata da Giuseppe Galzerano di Catanzaro, attualmente posta all'ingresso dell'ex seminario diocesano di Bisignano. Conserva tuttora alcune antiche pergamene in carta pecora e numerosissimi processetti matrimoniali risalenti all'epoca in cui Bisignano era diocesi autonoma.

#### Madonna dei Sette Veli
Luigi Falcone, nel libro La pietà popolare in Italia, racconta che a Bisignano la Vergine è venerata sotto i due titoli della Madonna dei sette veli e dell'Addolorata, il cui culto è stato importato da Foggia, dal monsignor Vincenzo Ricotta, vescovo di Bisignano dal 1896 al 1909. Il primo titolo si spiega col fatto che, secondo la leggenda, dei veli avvolgevano il quadro quando fu ritrovato in un canneto, nello stesso luogo dove, poi, fu edificata Foggia. Questo quadro è la copia di quello che si conserva nella cattedrale di Foggia.

### Santa Maria di Costantinopoli
L'antica chiesetta di S. Maria di Costantinopoli, detta anche "‘A Marunnella", si chiama così perché si riteneva che la primitiva immagine venisse da Costantinopoli. Nel documento redatto dal vescovo Ruffino, la Platea, nel XIII secolo, risulta essere stata Posita intus civitatem Bisiniani, loco ubi dicitur li pignatari. 
Tale costruzione presenta nel registro inferiore della facciata il motivo della successione di tre arcate: quelle laterali sono cieche, mentre quella centrale è "sfondata" dall'apertura rettangolare del portone d'ingresso. Questo piano visuale principale è sormontato, nel registro superiore, dalla cornice dentellata, cui si sovrappone il timpano, sulla sommità, caratterizzato da una serie di nove arcatelle cieche, di altezza variabile digradante, che richiamano le tre arcate maggiori sottostanti. I due cantonali, ben rilevati e sagomati, trasmettono un'immagine di forza e delimitano i margini della visione frontale, nel suo complesso di estrema semplicità e linearità.

## Società

### Evoluzione demografica
Abitanti censiti

Dal 1861, Bisignano è stata caratterizzata da massicci flussi migratori verso l'Euoropa e il continente americano.

### Tradizioni e folclore

#### Festa di San Francesco di Paola
Nonostante la soppressione del convento dei Minimi, ad opera dei Francesi (1809), a Bisignano, il culto e la devozione a san Francesco di Paola si sono mantenuti vivi. Il santo è festeggiato non solo il 2 aprile, ma anche il 14 luglio, per ricordare la protezione accordata agli abitanti in occasione del terremoto del 1767. In caso di prolungata siccità o di poggia torrenziale, è invocato dai membri delle confraternite del Rosario e dell'Immacolata Concezione con la pia pratica del trivulu ("lamento"). Trattasi di una pratica penitenziale, analoga a quella dei flagellanti, che dura tre giorni. Durante il "trivulu" la statua di San Francesco di Paola viene prelevata dalla chiesa di appartenenza e portata presso la cattedrale, dove viene tenuta in ostaggio finché non si ottiene la pioggia.

## Economia

### Attività artigianali
Fra le attività artigianali che un tempo erano svolte nella città e che in qualche modo sono sopravvissute all'evoluzione tecnologica, sono degne di nota le arti della liuteria, le lavorazioni del ferro e quelle della ceramica e delle terrecotte. Nel settore degli strumenti musicali merita una citazione particolare la "chitarra battente", di origini antichissime, che è considerato lo strumento caratteristico calabrese.

## Amministrazione
| Periodo          | Periodo          | Primo cittadino      | Partito         | Carica                  | Note                                                  |
| ---------------- | ---------------- | -------------------- | --------------- | ----------------------- | ----------------------------------------------------- |
| 14 giugno 1999   | 6 novembre 2000  | Carmelo Lo Giudice   | Indipendente    | Sindaco                 | Dimissioni della maggioranza                          |
| 7 novembre 2000  | 12 maggio 2001   |                      | Indipendente    | Commissario prefettizio |                                                       |
| 13 maggio 2001   | 29 maggio 2006   | Rosario D'Alessandro | Indipendente    | Sindaco                 |                                                       |
| 30 maggio 2006   | 16 febbraio 2007 | Umile Bisignano      | Centro-sinistra | Sindaco                 | Amministrazione Bisignano I (dimissioni maggioranza)  |
| 17 febbraio 2007 | 28 maggio 2007   |                      | Indipendente    | Commissario prefettizio |                                                       |
| 29 maggio 2007   | 19 aprile 2012   | Umile Bisignano      | Indipendente    | Sindaco                 | Amministrazione Bisignano II (dimissioni maggioranza) |
| 20 aprile 2012   | 07 maggio 2012   | Demetrio Martino     | Indipendente    | Commissario prefettizio |                                                       |
| 8 maggio 2012    | 11 giugno 2017   | Umile Bisignano      | Indipendente    | Sindaco                 | Amministrazione Bisignano III                         |
| 12 giugno 2017   | 16 giugno 2021   | Francesco Lo Giudice | Indipendente    | Sindaco                 | Dimissionario dal 25 maggio 2021                      |
| 17 giugno 2021   | 5 ottobre 2021   | Antonella Bardari    | Indipendente    | Commissario prefettizio |                                                       |
| 6 ottobre 2021   | In carica        | Francesco Fucile     | Indipendente    | Sindaco                 |                                                       |

### Gemellaggi
- Feldkirchen[22]
- Sant'Agata di Esaro

## Sport
Ha sede nel comune la società di calcio FCD Bisignano, che ha disputato campionati dilettantistici regionali. La squadra di calcio a 5 ASD Città di Bisignano Futsal, milita nel campionato di serie C1 2020-2021.
Nel comune ha inoltre sede la società di pallavolo Volley Bisignano 1983, che gareggia nel campionato di serie B nazionale.
Inoltre ha sede nel comune anche la asd olimpica bisignano del mister Ermanno de marco